# Odessa (krater)
Odessa – krater uderzeniowy w stanie Teksas w USA. Krater jest widoczny na powierzchni ziemi.
W pobliżu miasta Odessa w Teksasie znajduje się zgrupowanie pięciu małych kraterów uderzeniowych. Główny krater ma 165 m średnicy; powstały one nie dawniej niż 63,5 tysiąca lat temu (plejstocen). Utworzył go upadek meteoroidu, który uderzył w skały osadowe. W miejscu upadku w 1922 roku znalezione zostały meteoryty żelazne z grupy I AB o łącznej masie 1,3 tony.

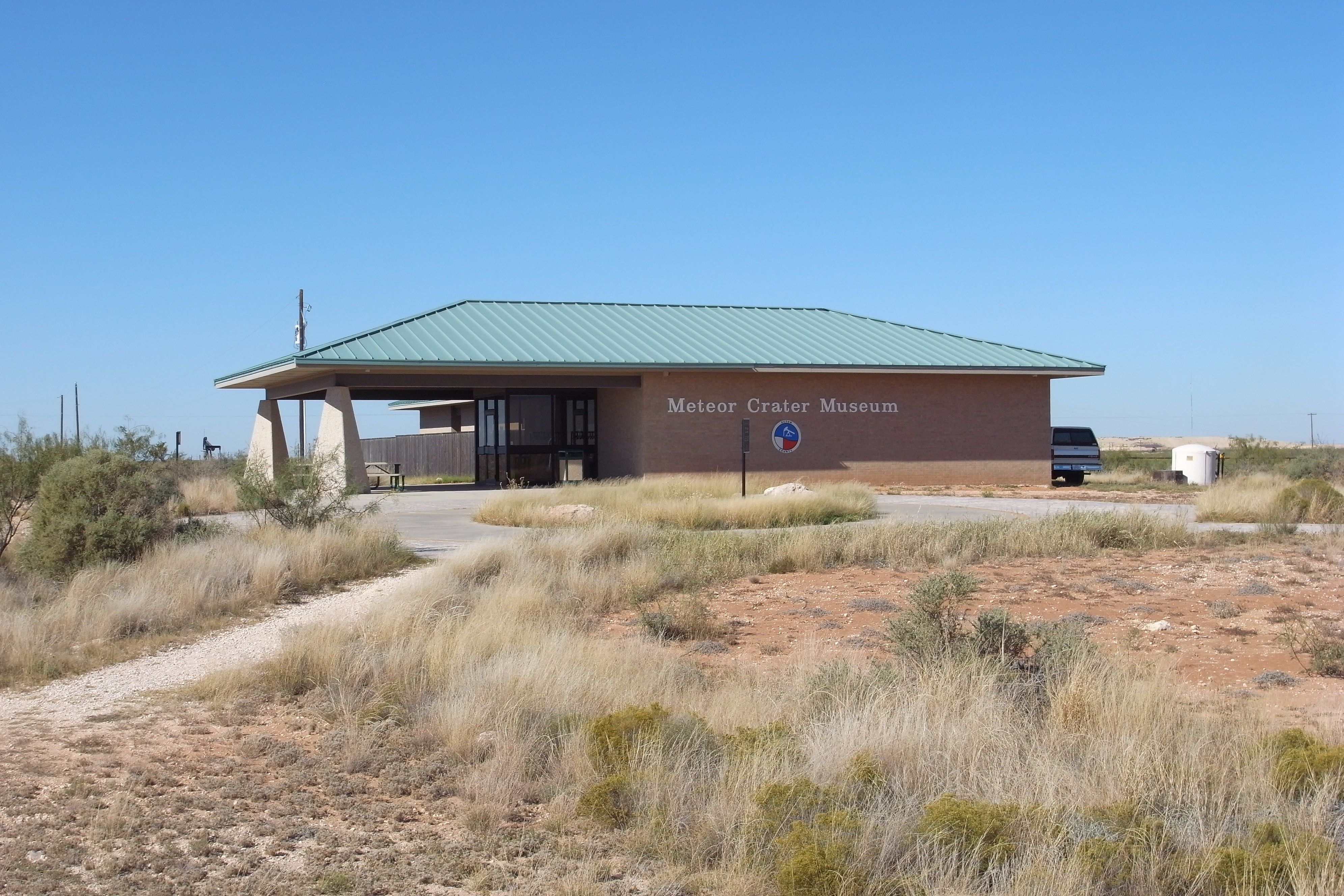
Budynek muzeum

Są to młode kratery, w niewielkim stopniu uległy wietrzeniu. Fragmenty meteorytów zostały znalezione zarówno w kraterze, jak i w wyrzuconej z niego materii, odnaleziono także tektyty, jednak ze względu na względnie małą energię uderzenia (o czym świadczy mały rozmiar) nie ma świadectw szokmetamorfizmu, które jednoznacznie dowodzą pochodzenia uderzeniowego. Miejsce uderzenia jest ogrodzone, wokół krateru i do jego wnętrza prowadzą ścieżki edukacyjne. W pobliżu głównego krateru zostało założone muzeum, prezentujące historię miejsca oraz meteoryty z tego i innych kraterów na Ziemi.